# Max Ernst
Max Ernst (2 Tháng 4 1891 - 1 tháng 4 1976) là một họa sĩ, nhà điêu khắc, nghệ sĩ đồ họa, và nhà thơ người Đức. Một nghệ sĩ với nhiều tác phẩm, Ernst được coi là một trong những người tiên phong của phong trào Dada và chủ nghĩa siêu thực.

## Liên kết
- Works in the National Galleries of Scotland Lưu trữ ngày 13 tháng 6 năm 2010 tại Wayback Machine

- Max-Ernst Museum Brühl Lưu trữ ngày 15 tháng 6 năm 2008 tại Wayback Machine
- Max Ernst collection The Museum of Modern Art (MoMA)
- Max Ernst works and biography Olga's Gallery
- Max Ernst works and biography Lưu trữ ngày 2 tháng 8 năm 2009 tại Wayback Machine Galerie Ludorff
- Max Ernst gallery Ten Dreams
- "Max Ernst, will-o'-the-wisp" Max Ernst explained to younger generation, Gilbert-Rts
- Max Ernst facts Artfacts.Net
- Max Ernst MasterPiece: "Immortel" Maxernstmasterpiece.com
- Max Ernst Exposition Lưu trữ ngày 18 tháng 7 năm 2011 tại Wayback Machine Max Ernst Exposition on the web
- Max-Ernst Biography Lưu trữ ngày 14 tháng 10 năm 2012 tại Wayback Machine